# 周京新
周京新（1959年9月—），男，祖籍江苏南通，生于江苏南京，中国国画家，现任中国美术家协会副主席。